# Lorraine Ashbourne
Lorraine Ashbourne Serkis (Manchester, 7 gennaio 1961) è un'attrice britannica, attiva in campo teatrale, televisivo e cinematografico.

## Biografia
Lorraine Ashbourne è nota soprattutto per le sue apparizioni in campo televisivo, avendo recitato in numerose serie TV britanniche ed internazionali tra cui Casualty, Bridgerton, Peak Practice, Metropolitan Police e Pie in the Sky.
Molto attiva anche in campo teatrale, la Ashbourne ha recitato spesso al Royal Exchange Theatre di Manchester, al National Theatre di Londra e con la Royal Shakespeare Company. Tra le sue numerose interpretazioni teatrali si annoveravo quelle in Ella si umilia per vincere (1990), Le fenicie (1995), Otello (2002), Tre sorelle (2003), Good People con Imelda Staunton (2014) e Till The Stars Come Down (2024), per cui ha ottenuto una candidatura al Premio Laurence Olivier come miglior attrice non protagonista.
Dal 2002 è sposata con l'attore Andy Serkis, da cui ha avuto i tre figli Ruby Ashbourne Serkis, Sonny Serkis e Louis Ashbourne Serkis.

## Filmografia parziale

### Cinema
- Voci lontane... sempre presenti (Distant Voices, Still Lives), regia di Terence Davies (1988)
- Jack & Sarah, regia di Tim Sullivan (1995)
- Febbre a 90° (Fever Pitch), regia di David Evans (1997)
- The Martins, regia di Tony Grounds (2001)
- King Kong, regia di Peter Jackson (2005)
- Il gigante egoista (The Selfish Giant), regia di Clio Barnard (2013)
- Child 44 - Il bambino n. 44 (Child 44), regia di Daniel Espinosa (2015)
- Ogni tuo respiro (Breathe), regia di Andy Serkis (2017)
- Impero criminale (The Corrupted), regia di Ron Scalpello (2019)

### Televisione
- Metropolitan Police - serie TV, 4 episodi (1987-1996)
- Casualty - serie TV, 2 episodi (1987-1994)
- Pie in the Sky - serie TV, 1 episodio (1995)
- Peak Practice - serie TV, 2 episodi (1995)
- Jane Eyre - serie TV, 4 episodi (2006)
- Law & Order: UK - serie TV, 1 episodio (2009)
- New Tricks - Nuove tracce per vecchie volpi (New Tricks) - serie TV, 2 episodi (2012-2015)
- Testimoni silenziosi (Silent Witness) - serie TV, 2 episodi (2014)
- Inside No. 9 - serie TV, 1 episodio (2015)
- The Interceptor - serie TV, 8 episodi (2015)
- London Spy - serie TV, 2 episodi (2015)
- Jericho - serie TV, 8 episodi (2016)
- Grantchester - serie TV, 1 episodio (2017)
- L'ispettore Barnaby (Midsomer Murders) - serie TV, 1 episodio 20x06 (2018)
- The Crown - serie TV, 6 episodi (2019)
- I Hate Suzie - serie TV, 4 episodi (2020-2022)
- Bridgerton - serie TV (2020-in corso)
- Sherwood - serie TV (2022-2024)

### Doppiatrice
- Il Signore degli Anelli - La guerra dei Rohirrim (The Lord of the Rings - The War of the Rorrhim), regia di Kenji Kamiyama (2024)

## Doppiatrici italiane
Nelle versioni in italiano delle opere in cui ha recitato, Lorraine Ashbourne è stata doppiata da:
- Paola Giannetti in Jane Eyre, I Hate Suzie
- Mirta Pepe in Bridgerton, Impero criminale
- Stefania Patruno in The Crown